# Passion (Homilius)

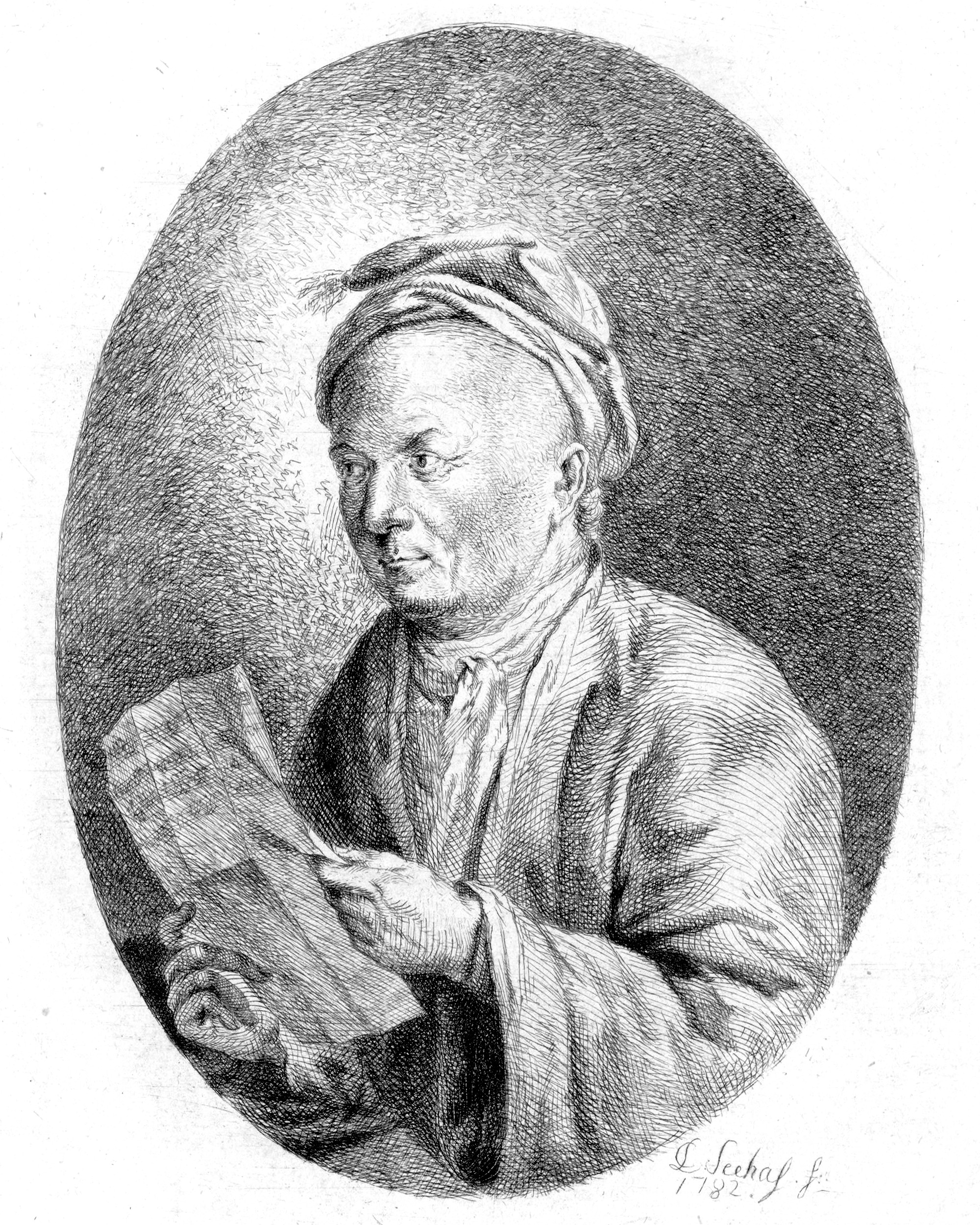
Gottfried August Homilius (1782)

Gottfried August Homilius komponierte Passionsmusiken für Karfreitag während seiner Amtszeit als Kreuzkantor in Dresden von 1755 bis 1785. Er schrieb sowohl ein Passionsoratorium als auch oratorische Passionen, die die Evangelien aller vier Evangelisten zugrunde legen, vertieft durch betrachtende Arien und Choräle wie in den Passionen von Johann Sebastian Bach. Seine Werke waren lange vernachlässigt, doch wurden zuerst in der Kreuzkirche und dann darüber hinaus wiederbelebt in Veröffentlichungen, Aufführungen und Einspielungen. Rezensenten stimmen überein, dass die Werke im empfindsamen Stil Aufmerksamkeit verdienen.

## Hintergrund
Gottfried August Homilius wurde 1714 in Rosenthal, Sachsen, als Sohn eines evangelischen Pfarrers geboren. Er besuchte Schulen in Dresden und studierte dann Recht in Leipzig, wo er auch musikalisch tätig war, möglicherweise mit Johann Sebastian Bach. Er wurde 1742 Organist der Hofkirche in Dresden, der Hauptstadt des Kurfürstentums Sachsen. Von 1755 bis zu seinem Tod 1785 war er Kreuzkantor und damit Leiter der Kreuzschule und verantwortlich für die Kirchenmusik in der Kreuzkirche, der Frauenkirche und der Sophienkirche in Dresden. Seine Musik ist überwiegend im damals neuen empfindsamen Stil verfasst, der versucht, den Hörer emotional anzusprechen, doch benutzte er auch die Tradition des Kontrapunkts in seinen Werken.
Seine Kompositionen gerieten in Vergessenheit, doch wurden sie zunehmend wiederbelebt, beginnend mit Dresdner Musikern wie dem Dresdner Kreuzchor.

## Passionen

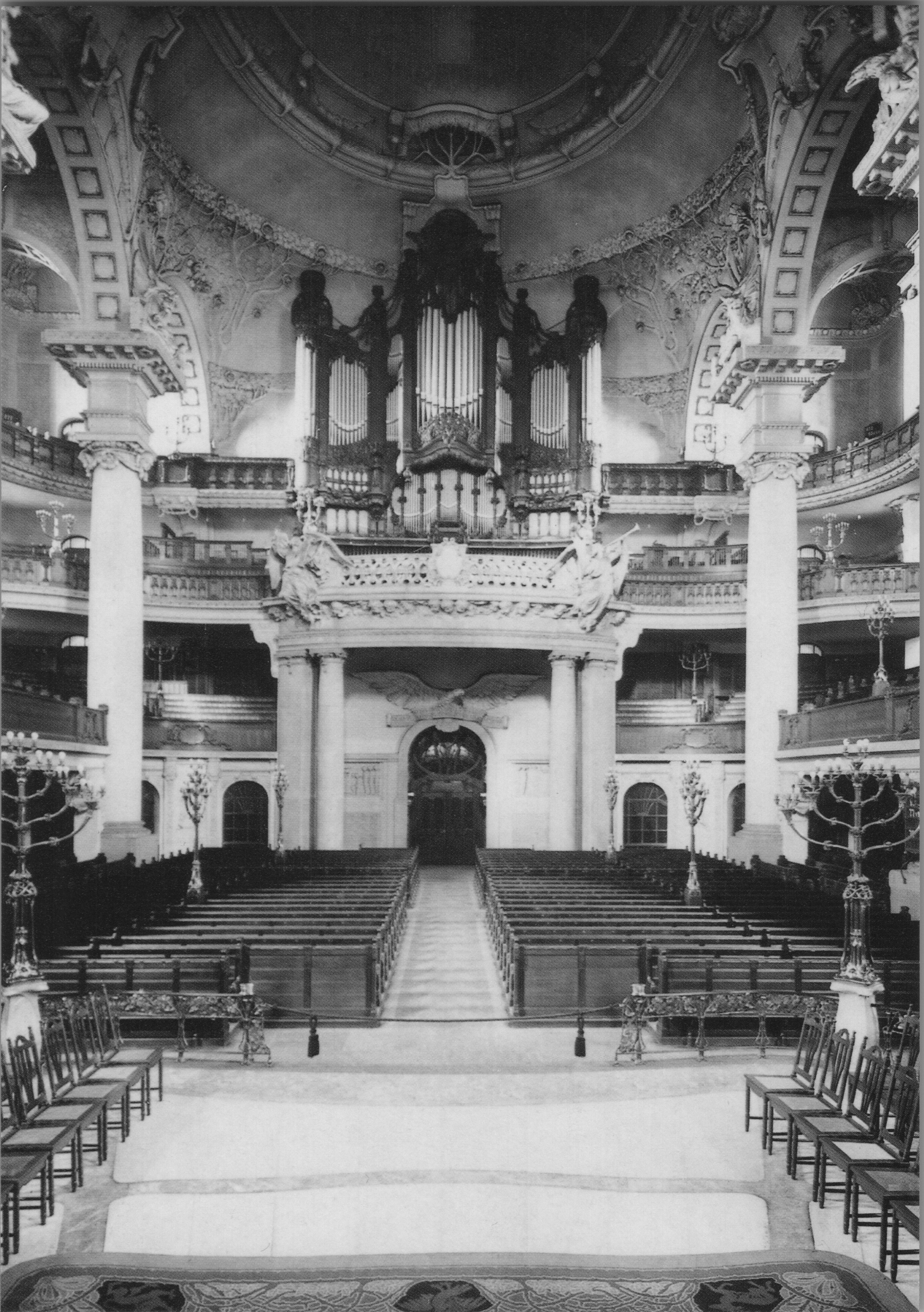
Orgelempore in der Kreuzkirche, 1905

Homilius komponierte mehrere Passionsmusiken für Aufführungen in Gottesdiensten am Karfreitag. Sein beliebtestes Werk war ein Passionsoratorium, „Ein Lämmlein geht und trägt die Schuld“, HoWV 2. Es besteht aus 31 Sätzen in zwei Teilen, zu einem Text überwiegend freier Dichtung. Es wurde 1775 zu seinen Lebzeiten veröffentlicht.
Homilius komponierte vier oratorische Passionen in dem älteren Stil, der ein biblisches Evangelium als Textgrundlage hat, in der Tradition von Bachs Johannes-Passion und Matthäus-Passion:
- HoWV 1.3, Matthäuspassion „Ein Lämmlein geht und trägt die Schuld“
- HoWV 1.4, Johannespassion „Der Fromme stirbt“
- HoWV 1.5, Lukaspassion „Du starker Keltertreter“
- HoWV 1.10, Markuspassion „So gehst du nun, mein Jesu, hin“

Seine Passionen gehören zu den letzten oratorischen Passionen des 18. Jahrhunderts. Sie übernehmen einen vollständigen Evangelientext, erweitert durch betrachtende Choräle und Arien in freier madrigalischer Dichtung. Viele der ausgewählten Choräle sind nicht mehr im Evangelischen Gesangbuch enthalten. Die freien Texte wurden vermutlich von lokalen Autoren verfasst, die Homilius kannte. Der Komponist beschränkte den Einsatz des Chores auf Choräle und turba-Chöre.

### „Matthäuspassion“
Die Matthäuspassion „Ein Lämmlein geht und trägt die Schuld“, HoWV 1.3, ist ein Werk in zwei Teilen und 50 Sätzen für sechs Vokalsolisten, einen vierstimmigen Chor und Orchester. Sie beginnt mit dem Choral Ein Lämmlein geht und trägt die Schuld.
Die Passion wurde noch nicht veröffentlicht. Eine kritische Ausgabe ist beim Carus-Verlag in Vorbereitung, doch wurde sie durch die COVID-19-Pandemie aufgehalten. Die Passion enthält Chorsätze, die auch Laienchöre beherrschen können, die Solo-Teile sind für professionelle Sänger geschrieben.
Die Passion wurde 1992 erstmals eingespielt, mit den Solisten Ann Monoyios, Ulla Groenewold, Gerd Türk, Klaus Mertens, Christoph Prégardien als Evangelist, der Cappella Vocale Leverkusen und der Akademie für Alte Musik Berlin, geleitet von Christoph Schoener. Schoener erstellte handgeschriebenes Notenmaterial auf der Grundlage verschiedener Quellen. Die Passion wurde am 11. März 2023 von der Schiersteiner Kantorei, geleitet von Clemens Bosselmann, in der Marktkirche Wiesbaden aufgeführt. Die Solisten waren Helena Bickel, Jean-Max Lattemann, Gabriel Sin, und erneut Klaus Mertens, Georg Poplutz als Evangelist, Frederic Mörth als Stimme Christi, und es spielte das Barockorchester La Vivezza. Bosselmann hatte Auszüge des Werkes in seiner Zeit im Dresdner Kreuzchor kennengelernt. Er musste das Notenmaterial Schoeners ausfindig machen, um das Werk aufführen zu können.

### „Johannespassion“
Die Johannespassion „Der Fromme stirbt“, HoWV 1.4, ist eine Passion für fünf Vokalsolisten, einen vierstimmigen Chor und Orchester. Der letzte Satz enthält einen Übergang von a-Moll zu einem festlichen A-Dur, in Übereinstimmung mit der Interpretation des Evangelisten von der Kreuzigung als Sieg. C. P. E. Bach benutzte einzelne Sätze dieser Passion für seine Passions-Pasticcios 1774, 1776, 1779 und 1789.
Die Passion erschien in einer kritischen Ausgabe im Carus-Verlag. Sie wurde im 21. Jahrhundert erstmals eingespielt vom Dresdner Kreuzchor und dem Dresdner Barockorchester, mit den Solisten Jana Reiner, Katja Fischer, Franz Vitzthum, Stephan Keucher, Christian Lutz und Clemens Heidrich, Jan Kobow als Evangelist und Tobias Berndt als Stimme Christi, geleitet von Roderich Kreile. Ein Rezensent bemerkte den ungewöhnlichen Einsatz von Hörnern sowie die ausgedehnten Arien in einer Mischung aus gesanglicher Stimmführung und Kontrapunkt.

### „Lukaspassion“
Die Lukaspassion „Du starker Keltertreter“, HoWV 1.5, ist eine Passion für vier Gesangsstimmen und Orchester. Sie war das Vorbild für ein Werk von C. P. E. Bach aus dem Jahr 1775.

### „Markuspassion“
Die Markuspassion, „So gehst du nun, mein Jesu, hin“, HoWV 1.10, ist eine Passion in 47 Sätzen in zwei Teilen. Die freie Dichtung wurde wahrscheinlich von einem Zeitgenossen des Komponisten verfasst, zum Beispiel von Traugott Benjamin Berger, der auch andere Texte für Homilius schrieb, oder dem Pfarrer Ernst August Buschmann. Die Passion ist für sechs Vokalsolisten, vierstimmigen Chor und Orchester gesetzt. Sie wurde wahrscheinlich im ersten Jahrzehnt von Homilius’ Zeit als Kreuzkantor geschrieben. Eine Besprechung belegt eine Aufführung in Berlin vor 1765. Sie wurde gekürzt von C. P. E. Bach in Hamburg gespielt, erstmals 1770. Das Werk beginnt, anders als die anderen oratorischen Passionen, die mit einem Choral beginnen, mit einer Choralfantasie, mit der Choralmelodie in langen Noten im Sopran.
Die Passion wurde im Carus-Verlag 2011 veröffentlicht. Sie wurde 2023 im Berliner Dom aufgeführt.